# Корабль-призрак (роман Марриета)
«Корабль-призрак» (англ. The Phantom Ship) — опыт соединения готического и морского романа, предпринятый англичанином Ф. Марриетом в 1837—1839 гг.
В основу сюжета положена легенда о «летучем голландце». Автор разбавил морские приключения изрядной долей мистики. Например, одна из героинь, имея в своих жилах арабскую кровь, владеет тайнами восточной магии. Из готической литературы пришли демонический рулевой, история про оборотня в горах Гарца, монахи-изуверы и неупокоенные призраки.

## Содержание
Действие романа происходит в XVII столетии в Нидерландах. Сюжет его выстраивается вокруг попыток главного героя, Филипа Вандердекена из Тернёзена, спасти душу своего отца, который обречён вечно плавать капитаном корабля-призрака из-за неисполненной клятвы и убийства одного из членов экипажа при попытке пройти вокруг мыса Доброй Надежды. От умирающей матери Филип узнаёт тайну гибели своего родителя, поклявшегося перед плаванием на Святом Кресте любой ценой обогнуть мыс Доброй Надежды, но проклятого за богохульство и за то, что подавив вспыхнувший на корабле в сильную бурю бунт матросов, он выбросил за борт у мыса Доброй Надежды их предводителя рулевого Шрифтера. Неприкаянную душу покойного можно теперь упокоить одним лишь способом — вернуть ему эту реликвию.
На пути к осуществлению этой заветной цели сразу же встают как силы неземные, в виде «Летучего голландца», приносящего гибель всем встречным кораблям, так и чисто земные, житейские. Первым же препятствием для Филипа становится кража его реликвии врачом Путсом, лечившим его мать. После того как похититель креста запирается от него в своём доме, Филип вынужден поджечь его дверь, и лишь красивая дочь лекаря Амина, выслушав его требования, соглашается убедить своего отца вернуть реликвию.
Вскорости между Филипом и Аминой возникают чувства, и они заключают между собой брачный союз. Однако сыновний долг вынуждает его покинуть супругу и отправиться в море. Решительный Филип перебирается в Ост-Индию в надежде встретить корабль-призрак отца, плавая на кораблях Голландской Ост-Индской компании. Он постоянно носит на шее Святой крест, и спустя несколько месяцев забывает и о молодой жене, и о родном доме.
Вскорости на пути его появляется рулевой Шрифтер, ставший следующим серьёзным препятствием для его поисков. Во время очередного плавания он подстрекает экипаж украсть у Филипа святую реликвию, и последний, подобно своему покойному отцу, вступает в конфликт с остальными матросами.
Тем временем безутешная Амина, оказавшись в португальской колонии Гоа, используя свои магические способности, пытается узнать о судьбе мужа и общается с духом его покойной матери. Неосторожно прибегнув при этом к помощи посторонних, она раскрывает свои замыслы, попав под подозрения святой инквизиции. Амину хватают и обвиняют в ереси и колдовстве. После того как гордая девушка отказывается покаяться, её сжигают на костре.
Получив известие о гибели любимой, Филип становится безразличным ко всему, желая лишь исполнить обещание матери и умереть.
Постарев, он снова встречает никогда не стареющего Шрифтера, понимая, что тот давно стал призраком, и, наконец, прощает рулевого за всё, что тот сделал с его отцом. В ответ на это Шрифтер сообщает, что прощение сына его злейшего врага является условием для того, чтобы догнать «Летучего голландца». После чего Филип, наконец, передаёт отцу Святой Крест, и корабль-призрак с упокоенным экипажем, капитаном и самим Филипом навеки погружается в морскую пучину…
История, прочитанная Филипом в письме, и история Катарины являются флешбэком. Остальное повествование разворачивается в хронологическом порядке.

## Издания
Первоначально роман был опубликован по частям в ежемесячном издании The New Monthly Magazine (англ. The New Monthly Magazine) в период с марта 1837 по август 1839 года. Нидерландский перевод появился практически одновременно, в 1838—1839 годах. На русский язык книгу перевела в 1912 году Анна Энквист.
Одна из глав об оборотне часто публиковалась в антологиях сверхъестественного фантастики под заголовком «The White Wolf of the Hartz Mountains» («Белый волк гор Гарца»).

## Реакция
Несмотря на популярность у читателей, литературные критики восприняли роман Марриета «в штыки». Так, рецензия в «Атенеуме» сетовала, что книге «не хватает колоритных морских историй, за которые автор заслужил свою первую известность». По мнению рецензента, Марриет «написал сцены предзнаменования и ужасов в том же хорошо знакомом и небрежном стиле […] результатом этого стал слабый эффект, чего нет в других романах автора». Рецензент «Дублинского обозрения» (The Dublin Review) утверждал, что последний роман Марриета «весьма значительно» хуже предыдущих и что «вереница экстравагантных приключений, небрежно соединённых вместе, и тяжело описанных, глушит любопытство, — появления „Летучего голландца“ регулярны, словно это пакетбот, что в итоге становится предсказуемым и утомительным».
В последнее время С. Т. Джоши назвал роман «эстетической катастрофой — ужасающе многословным и написанным в жёстком, громоздком стиле, что читается как плохой перевод с иностранного языка».